# マッツァッローネ
マッツァッローネ（イタリア語: Mazzarrone, シチリア語: Mazzarruni）は、イタリア共和国シチリア州カターニア県にある、人口約4,000人の基礎自治体（コムーネ）。

## 地理

### 位置・広がり

#### 隣接コムーネ
隣接するコムーネは以下の通り。括弧内のRGはラグーザ県所属を示す。
- アーカテ (RG)
- カルタジローネ
- キアラモンテ・グルフィ (RG)
- リコディーア・エウベーア